# Adenia refracta
Adenia refracta là một loài thực vật có hoa trong họ Lạc tiên. Loài này được (Tul.) Schinz mô tả khoa học đầu tiên năm 1892.